# Cordobakorn
Cordobakorn (Hordeum cordobense) är en gräsart som beskrevs av Bothmer, N.Jacobsen och Elisa G. Nicora. Enligt Catalogue of Life ingår Cordobakorn i släktet kornsläktet, och familjen gräs, men enligt Dyntaxa är tillhörigheten istället släktet kornsläktet, och familjen gräs. Arten förekommer tillfälligt i Sverige, men reproducerar sig inte. Inga underarter finns listade i Catalogue of Life.